# アントニオ・ディ・ピエトロ
アントニオ・ディ・ピエトロ（イタリア語: Antonio Di Pietro、1950年10月2日 - ）は、イタリアの政治家。欧州議会議員、価値あるイタリア党首（初代）。
上院議員（1期）、公共事業相、インフラ整備相を歴任する。

## 概要
検事としてイタリア政界に蔓延していた汚職体質（タンジェントポリ）を追及し、政界再編のきっかけをつくった。その後政界入りし、「法と正義」による統治を主張している。

## 歴史

### 検事時代
ミラノ地検在籍時、タンジェントポリの撲滅を目的とする「マーニ・プリーテ」（清廉な手）と呼ばれる汚職捜査を指揮した。マーニ・プリーテにより400名以上の政治家が訴追され、キリスト教民主主義とイタリア社会党を中心とする与党連合は崩壊し、第3次アンドレオッティを総辞職に追い込んだ。

### 政界入り
1996年、第1次プローディ内閣で公共事業相として入閣する。翌1997年の上院補欠選挙に出馬、当選する。